# Ismael Diawara
Pour les articles homonymes, voir Diawara.
Ismael Diawara, né le 11 novembre 1994 à Örebro en Suède, est un footballeur international malien. Il joue au poste de gardien de but.

## Biographie

### En club
Formé à Rynninge IK, une équipe amateur basée dans la ville d’Örebro, Ismael Diawara fait ses débuts en équipe première division en 2011, à l’âge de seize ans, totalisant ses 4 premiers matchs en quatrième division nationale. Il fait 6 autres apparitions en 2012, puis la saison suivante, il est devenu un titulaire régulier, jouant les 22 matchs du calendrier.
Entre janvier et février 2014, il fait des essais avec l’IFK Mariehamn et Syrianska, mais a finalement rejoint Forward une autre équipe amateur d’Örebro, où il est resté pendant un an en jouant 25 matchs dans le championnat de Division  2014.
Pour 2015, il décide d’aller en Norvège avec la signature à FK Gjøvik-Lyn, un club norvégien.
Il est revenu jouer en Suède en 2016 avec Landskrona BoIS, une équipe également de troisième division nationale. Diawara joue les 9 premières journées du championnat, puis à partir de ce moment-là, l’autre gardien Amr Kaddoura lui a été préféré, ne parvenant à revenir dans le onze de départ que lors de la dernière journée dans un match qui n’a pas eu beaucoup d’influence sur le classement car les Bianconeri étaient déjà assurés de la troisième place.
Avant la saison 2017, Diawara est descendu en quatrième ligue nationale en acceptant un transfert gratuit avec Motala.
En janvier 2018, Ismaël Diawara signe un contrat de deux ans avec Degerfors, atteignant ainsi le championnat Superettan – le deuxième championnat national – pour la première fois de sa carrière. Lors de sa première saison, il est sur le banc pour les 28 premiers matchs, ne trouvant de la place que lors des deux derniers matchs. En 2019, cependant, il joue les 30 matchs prévus. À l’occasion du Superettan 2020, il fait partie de l’équipe qui parvient à décrocher la promotion en Allsvenskan, une catégorie dans laquelle Degerfors était absent depuis 23 ans. Finalement, Ismaël Diawara fait ses débuts dans l’élite suédoise le 12 avril 2021 lors d’une défaite 2-0 à l’AIK.

#### Malmö FF
Le 11 août 2021, Diawara rejoint le champion de Suède en titre, Malmö FF, après avoir quitté Degerfors IF pour remplacer Johan Dahlin. Il fait ses débuts deux semaines plus tard à la suite d’une blessure de Dahlin lors du match retour des barrages de la Ligue des champions contre les champions bulgares Ludogorets Razgrad. Après n’avoir encaissé qu’un but sur penalty, Diawara et Malmö FF ont conservé leur avance cumulée pour se qualifier pour la phase de groupes du tournoi.

## Carrière internationale
Né en Suède, Diawara est d’origine malienne. Il a été appelé à représenter l’équipe nationale du Mali pour les matchs de qualification pour la Coupe du Monde de la FIFA 2022 en septembre 2021 et fait ses débuts avec le Mali lors d’une victoire 1-0 en qualifications pour la Coupe du monde de la FIFA 2022 contre l’Ouganda le 14 novembre 2021 ; après cela, il participe à la Coupe d’Afrique des Nations de football 2021.
En 2023, il est appelé en sélection nationale pour faire partir de la liste des gardiens de but de l'équipe du Mali qui participent à la 34e édition de la coupe d'Afrique des nations de football 2023,,.

## Palmarès

### Clubs

#### Compétitions nationales
- Championnat de Suède : 1

Malmö FF : 2023
- Coupe de Suède : 1

Malmö FF : 2021-2022